# José Rodríguez Carballo
José Rodríguez Carballo O.F.M. (né le 11 août 1953 à Lodoselo (village près de Sarreaus en Galice) est un prélat catholique espagnol.

## Biographie
Il est élu en 2003 Ministre général de l'ordre des frères mineurs et reconduit en 2009 pour six ans.
Le 6 avril 2013, il est nommé par le pape François, secrétaire de la Congrégation pour les instituts de vie consacrée et les sociétés de vie apostolique ainsi qu'archevêque titulaire de Belcastro.
En juillet 2016, José Rodríguez Carballo établit une synthèse sur les abus sexuels dans la communauté Saint-Jean. José Rodríguez Carballo remet en cause le concept de l'« amour d'amitié » en insistant sur « le scandale dans la conduite d'un nombre conséquent de frères ». Ainsi il évoque des « actes pédophiles pour quelques-uns, conduites gravement contraires à la chasteté pour d'autres plus nombreux, actes homosexuels, imprudences graves et abus de jeunes femmes vis-à-vis desquelles ils étaient en situation de responsabilité ».

## Œuvres
- (es) José Rodríguez Carballo, Francisco de Asís y la vida religiosa, Ppc Editorial, 2009, 160 p. (ISBN 978-8428821254).